# 帕拉斯托夫西克
51°56′7″N 32°26′7″E / 51.93528°N 32.43528°E
帕拉斯托夫西克（烏克蘭語：Парастовське），是烏克蘭北部的村莊，隸屬切爾尼希夫州的科留基夫卡區。該村始建於1920年，面積0.42平方公里，海拔高度164米，2001年人口74，人口密度每平方公里175.8人。